# Chitra Magimairaj
Chitra Magimairaj (* 7. April 1973 in Bengaluru, Indien), ist eine indische English-Billiards-, Snooker- und Poolbillardspielerin. Sie ist zweifache Englisch-Billiards-Weltmeisterin (WLBSA), zweifache Snookerweltmeisterin (Senioren) und zweifache Indische Poolbillardmeisterin. Außerdem war sie nationale Amateurmeisterin im Cricket und Feldhockey  bevor sie mit dem Billardspiel anfing.

## Privates
Geboren in Bengaluru im indischen Bundesstaat Karnataka, ging Magimairaj zur St. Anne’s Girls High School und schloss ihre Schullaufbahn am Teresina College in Mysuru ab. In jungen Jahren spielte sie zunächst Cricket und Feldhockey, bevor sie zum Billard wechselte.
Sie ist Mitglied im indischen Verein Karnataka State Billiards Association.

## Karriere
Ihren ersten internationalen Erfolg konnte Chitra Magimairaj 2006 mit dem Gewinn der Billiards-WM erzielen, 2007 wurde sie erstmals indische Meisterin im 9-Ball und erneut Billiardsweltmeisterin. Zwei Finalteilnahmen 2009 und 2010 folgten. 2008 gewann sie in Sydney die Australian Open im Snooker (Frauen, Senioren). 2014 gewann sie die Snooker-Senioren-Weltmeisterschaft in Leeds, nachdem sie Alena Asmolava aus Weißrussland im Finale schlug. 2016 stand sie erneut in Leeds im Finale und konnte dort die Engländerin Sharon Kaur mit 3:0 schlagen. Sie ist die erste Inderin, die sich für die Asian Games und Asian Indoor & Martial Arts Games qualifizierte und dort Medaillen gewann, die Billiards- und Snooker-Senioren-Weltmeisterin wurde und die Australian Open (Snooker, Senioren) gewann, sowohl im Einzel als auch im Team.

## Weitere Sportarten
Magimairaj spielte in den 1980ern Cricket für den „Falcon Sports Club“ unter der Leitung von Shanta Rangaswamy und repräsentierte Karnataka, die die „South Zone Cricket Championship“ im Jahr 1989 gewannen.
Für sieben Jahre spielte sie für „Sports Hostel Mysore“ Feldhockey und repräsentierte Karnataka bei den Sub-Junior-, Junior- und Senior Nationals im  „All-India Inter-University Invitation Cup“ und bei der „South Zone Championship“.

## Erfolge
So weit nicht anders angegeben beziehen sich die Angaben auf Frauenturniere.

### International
- 2006 WLBSA English-Billiards-Weltmeisterschaft der Frauen (Cambridge) [2]
- 2007 WLBSA English-Billiards-Weltmeisterschaft der Frauen (Cambridge, UK) [2]
- 2008 Australian Open Snooker Championship (Sydney),
- 2008 WLBSA English-Billiards-Weltmeisterschaft der Frauen (UK), [2]
- 2009 Australian Open Snooker Championship (Sydney),
- 2009 WLBSA English-Billiards-Weltmeisterschaft der Frauen (UK), [2]
- 2010 WLBSA English-Billiards-Weltmeisterschaft der Frauen (UK), [2]
- 2010 Australian Open Snooker Championship (Sydney),
- 2011 WLBSA English-Billiards-Weltmeisterschaft der Frauen (UK), [2]
- 2012 Australian Open Snooker Championship (Sydney),
- 2012 WLBSA English-Billiards-Weltmeisterschaft der Frauen (UK),
- 2013 Asian Indoor & Martial Arts Games – Six-Red-Snooker (Südkorea),
- 2013 IBSF World Team Snooker Championship (Carlow, Irland),
- 2013 IBSF-Snookerweltmeisterschaft der Frauen (Lettland), [6]
- 2014 WLBSA World Women’s Senior Snooker Championship, [7]
- 2016 WLBSA World Women’s Senior Snooker Championship, [7]
- 2018 European Women’s Masters (Seniors) (Belgien) [7]
- 2019 World Women’s Snooker Championship (Challenge Cup, Thailand) [7]

Quellen (so weit nicht anders angegeben):

### National
- 2006 Indische 8-Ball-Meisterschaft,
- 2007 Indische 9-Ball-Meisterschaft,
- 2010 Indische 9-Ball-Meisterschaft,
- 2011 Indische Six-Red-Snooker-Meisterschaft,
- 2012 Indische Snooker-Meisterschaft,
- 2012 Indische Six-Red-Snooker-Meisterschaft,
- 2013 Indische Snooker-Meisterschaft,
- 2013 Indische Billiards-Meisterschaft,
- 2016 Indische 9-Ball-Meisterschaft, [8]

## Ehrungen
- 2007 Mysore Dasara Award
- 2007 Kempegowda Award
- 2007 Ekalavya Award
- 2008 Zee Excellence Award
- 2008 Award for Best Sportsperson – Sports Writers Association (SWAA)